# ایستگاه راه‌آهن کینگز کراس لندن
ایستگاه راه‌آهن کینگز کراس لندن (انگلیسی: London King's Cross railway station) یکی از ایستگاه‌های اصلی راه‌آهن در لندن است.
این ایستگاه که در سال ۱۸۵۲ تأسیس شده در منطقه کمدن لندن قرار دارد و جزئی از خط‌های خط بزرگ شمالی و خط اصلی ساحل شرقی است.

## نگارخانه

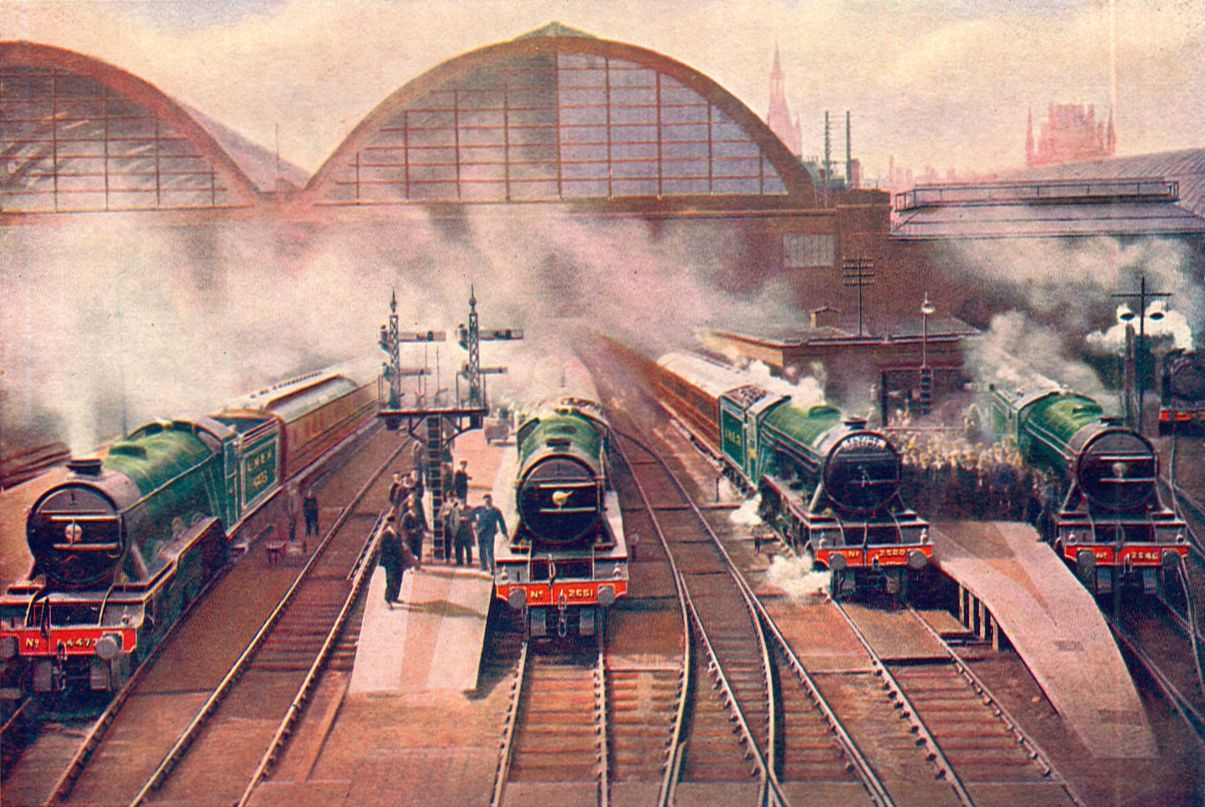
۱۹۲۸
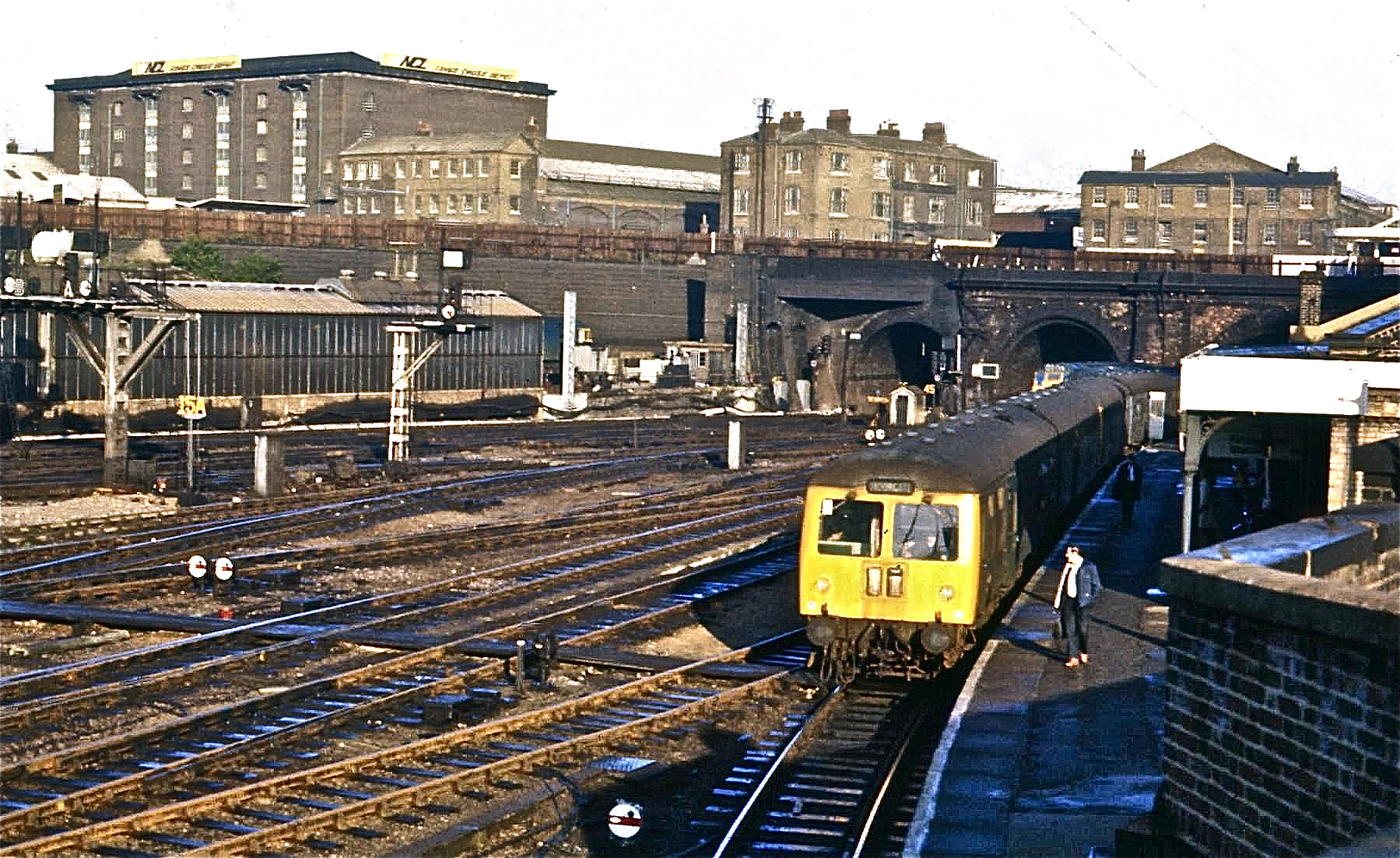
۱۹۷۶
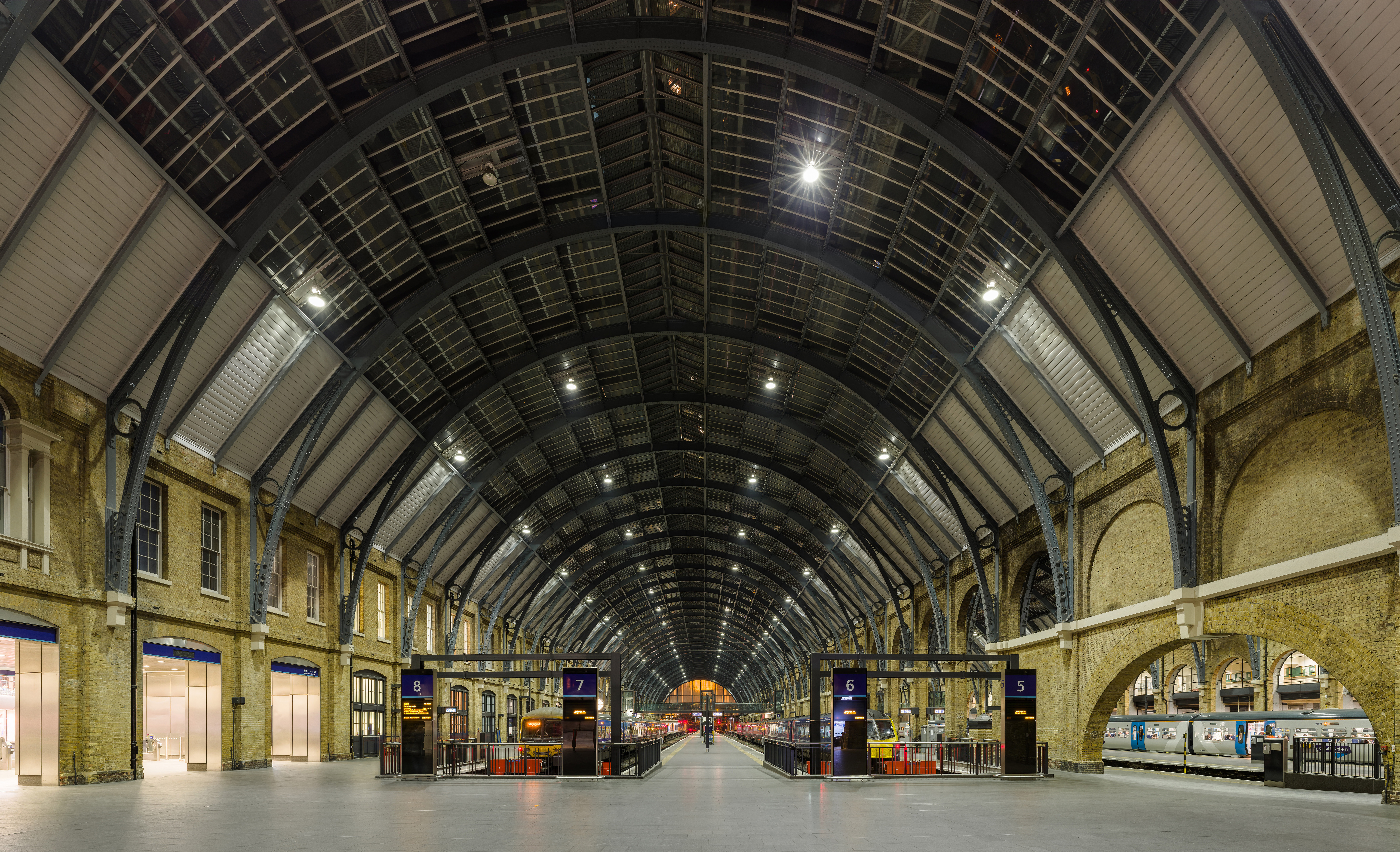
سکو ۵ تا ۸
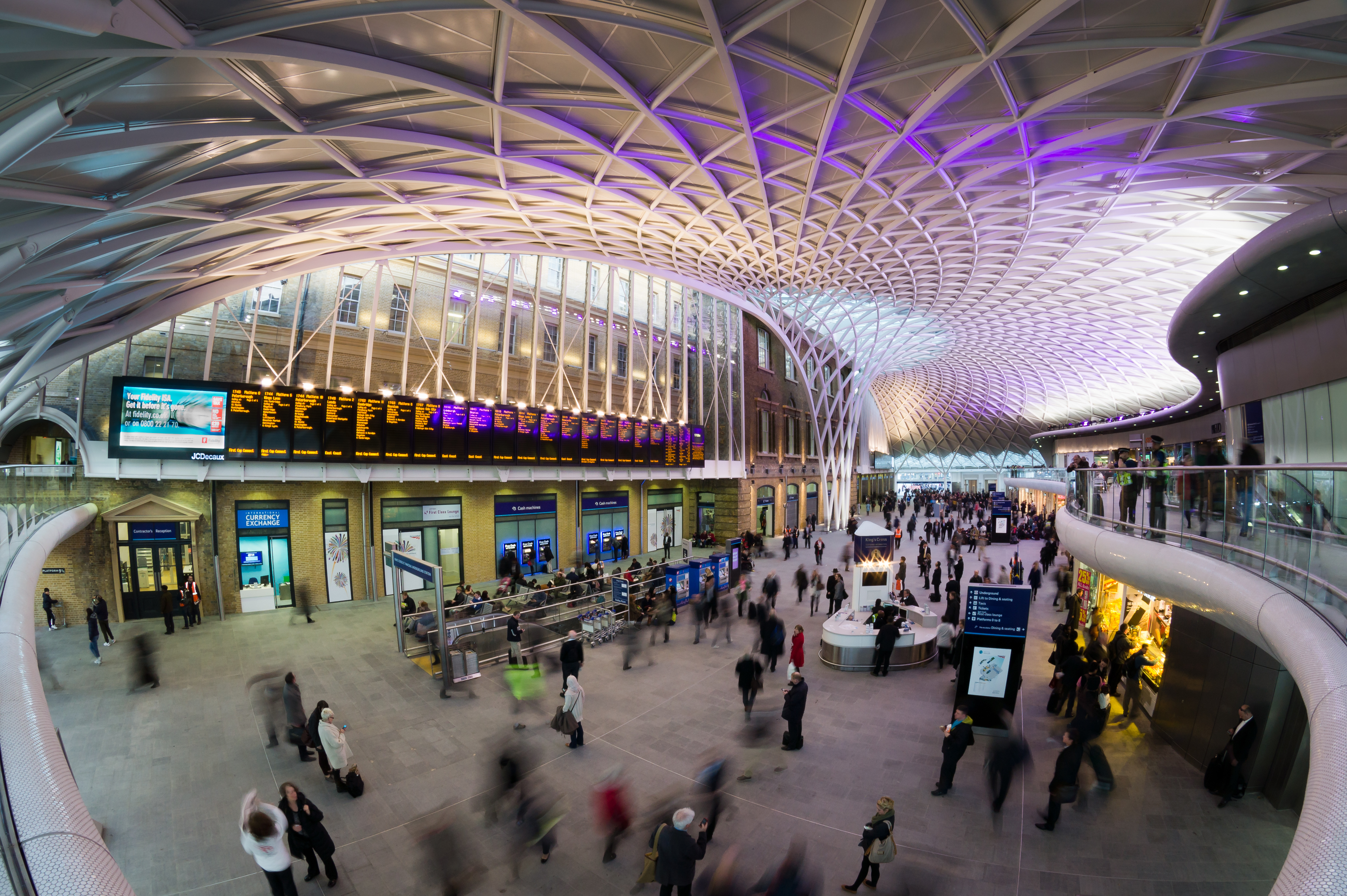
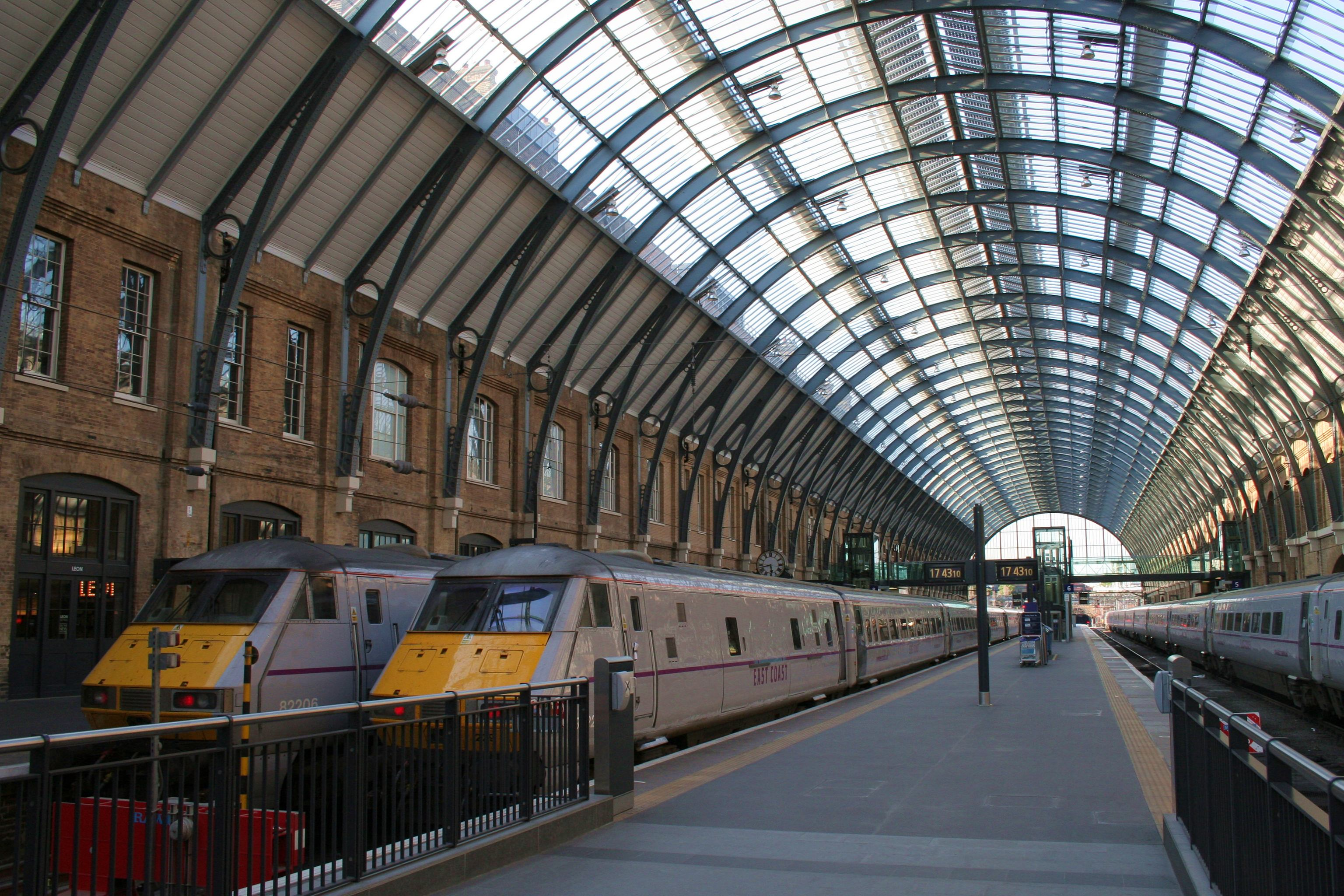
سکو ۶